# Fang Yuting
Fang Yuting (kinesiska: 方玉婷), född 21 december 1989 i Liaoning, Kina, är en kinesisk bågskytt som tog OS-silver i lagtävlingen vid de olympiska bågskyttetävlingarna 2012 i London.